# 家路 (2001年の映画)
『家路』（いえじ、フランス語: Je rentre à la maison、ポルトガル語: Vou Para Casa、英語: I'm Going Home）は、マノエル・ド・オリヴェイラの監督・脚本により、フランスとポルトガルが合作した2001年の映画。

## あらすじ
年老いた舞台俳優ジルベール・ヴァレンス（Gilbert Valence：ミシェル・ピコリ）は、妻と娘とその夫が自動車事故で死んだという知らせにショックを受ける。やがて時は過ぎ、ヴァレンスはパリで忙しい日常を過ごしており、テレビ番組のくだらない役は断りながら、9歳の孫の面倒を見ていた。ある時、アメリカ人の映画製作者（ジョン・マルコヴィッチ）が、ジェイムズ・ジョイスの『ユリシーズ』のずさんな翻案作品にヴァレンスをミスキャストしてしまい、ヴァレンスは自分の人生について重大な決断を迫られることになる。

## キャスト
- ミシェル・ピコリ - ジルベール・ヴァレンス 舞台俳優(Gilbert Valence)
- ジャン・ケルトジャン - セルジュ (孫息子9歳)
- カトリーヌ・ドヌーヴ - マルグリット・ギレルミーヌ (家政婦) (Marguerite)
- ジョン・マルコヴィッチ - ジョン・クロフォード(米映画監督) (John Crawford)
- アントワーヌ・シャペイ -  ジョルジュ (友人でエージェント)(George)
- レオノール・バルダック - シルヴィア (若い女優) (Sylvia)
- レオノール・シルヴェイラ - マリー (Marie)
- リカルド・トレパ - 守衛
- ジャン＝ミッシェル・アーノルド（フランス語版） - 医師
- アドリアン・ド・ヴァン（フランス語版） - フェルディナンド (Ferdinand)
- シルヴィー・テステュー - エアリエル (Ariel)
- イザベル・ルート（ポルトガル語版） - 乳搾りの女

## 評価
映画レビューのサイトである Rotten Tomatoes では、52名のレビューで支持率は96%に達した。2001年の第54回カンヌ国際映画祭ではコンペティション部門で上映された。同じく2001年のサンパウロ国際映画祭では批評家賞を、また2002年のハイファ国際映画祭では金錨賞 (the Golden Anchor Award) を獲得した。また、2002年のグロボス・デ・オーロ賞 (Globos de Ouro) では最優秀作品賞を受賞した。主演したミシェル・ピコリは、2001年のヨーロッパ映画賞で最優秀男優賞にノミネートされた。

ミシェル・ピコリを見るのはいつも楽しい - マノエル・ド・オリヴェイラの映画の中で、彼は家族を亡くしたばかりの年老いた舞台俳優を演じている [-] ド・オリヴェイラほど、対象をひたすら凝視するカメラはほとんど他に例を見ないし、イヨネスコの作品や、『テンペスト』からの長い抜粋は、率直に言って余計なものと思うが、俳優生活の細部を捉えた辛抱強い描写は、太陽が地平線にゆっくりと沈んで行くのを見つめているときにも似た魅力を持っているのである。